# Bocznianka niebieskoszara
Bocznianka niebieskoszara (Hohenbuehelia atrocoerulea (Fr.) Singer) – gatunek grzybów z rodziny boczniakowatych (Pleurotaceae).

## Systematyka i nazewnictwo
Pozycja w klasyfikacji według Index Fungorum: Hohenbuehelia, Pleurotaceae, Agaricales, Agaricomycetidae, Agaricomycetes, Agaricomycotina, Basidiomycota, Fungi.
Po raz pierwszy takson ten zdiagnozował w 1815 r. Elias Fries, nadając mu nazwę Agaricus atrocoeruleus. Obecną, uznaną przez Index Fungorum nazwę nadał mu w 1949 r. Rolf Singer, przenosząc go do rodzaju Hohenbuehelia.
Polską nazwę zaproponował Władysław Wojewoda w 2003 r. Feliks Teodorowicz używał nazwy przyuszek ciemnobłękitny.

## Morfologia
Grzyb cyfelloidalny o bazydiokarpie siedzącym.
Kapelusz
Średnica 2–5 cm, kształt muszlowaty, półokrągły, nerkowaty lub wachlarzowaty. U młodych owocników wierzchołek jest wypukły i przyczepiony do podłoża. U starszych występuje krótki trzon. Powierzchnia dość zmienna, o barwie niebieskoczarnej, szarobrązowej, oliwkowej lub czerwonobrązowej, czasami białawej z niebieskoszarym odcieniem.
Blaszki
Początkowo białe, potem kremowożółte, rozwidlone.
Trzon
Bardzo krótki, boczny, pełny.
Miąższ
Białawy, o mącznym zapachu i smaku. Pod skórką kapelusza występuje galaretowata warstewka, po wyschnięciu tworząca na przekroju czarną linię.
Gatunki podobne
Charakterystycznymi cechami bocznianki niebieskoszarej są: kształt, łatwo ściągająca się skórka o gumowatej konsystencji, a także mączny zapach i smak.

## Występowanie
Bocznianka niebieskoszara występuje w Europie, Ameryce Południowej i Północnej. Na terenie Polski do 2003 r. podano 7 stanowisk. Aktualne stanowiska podaje internetowy atlas grzybów. Według tego atlasu jest gatunkiem rzadkim i zagrożonym.
Występuje w lasach. Nadrzewny saprotrof lub słaby pasożyt. Owocniki pojawiają się od lipca do listopada pojedynczo lub w skupiskach na żywych lub obumarłych drzewach, głównie liściastych, zwłaszcza na bukach, dębach, brzozach, wierzbie iwa, a także innych drzewach liściastych. Jak wszystkie bocznianki jest także grzybem nicieniobójczym. Jej grzybnia za pomocą klejących cyst strzępkowych atakuje nicienie i trawi je.